# تپه قلعه‌گبری
تپه قلعه گبری (گودر قلعه سی) مربوط به سدهٔ ۶ و ۷ ه.ق است و در قزوین، حومه شهر واقع شده و این اثر در تاریخ ۱۹ اردیبهشت ۱۳۵۶ با شمارهٔ ثبت ۱۳۸۴ به‌عنوان یکی از آثار ملی ایران به ثبت رسیده است.